# NGC 4817
NGC 4817 é uma galáxia  localizada na direcção da constelação de Coma Berenices. Possui uma declinação de +27° 56' 25" e uma ascensão recta de 12 horas, 56 minutos e 29,6 segundos.
A galáxia NGC 4817 foi descoberta em 11 de Maio de 1885 por Guillaume Bigourdan.